# Pınarbaşı, Çorlu
Pınarbaşı là một xã thuộc huyện Çorlu, tỉnh Tekirdağ, Thổ Nhĩ Kỳ. Dân số thời điểm năm 2011 là 945 người.